# Philips
A Philips egy holland multinacionális világítástechnikai és szórakoztató elektronikai termékeket gyártó cég. 1891-ben Eindhovenben alapították. 2010-ben a cég 25,42 milliárd eurónyi forgalmat bonyolított, alkalmazottjainak száma 114 500 főt tesz ki több mint 60 országban együttvéve. 2009-ben a Philips 1,6 milliárd eurót fordított kutatásokra és fejlesztésekre. A cég legismertebb fejlesztései közé tartozik a Compact Cassette kazettarendszer, a CD és a röntgen.

## Története
A céget Philips & Co. néven Anton és Gerard Philips 1891-ben alapította a hollandiai Eindhovenben. A cég kezdetben szénszálas izzók gyártásával foglalkozott, 1900 környékére a legnagyobb előállítóvá nőtte ki magát Európában. A Philips első kutatólaboratóriuma volt az, amely a röntgen és a rádió technológiájában bemutatta fejlesztéseit. Idővel egyre több találmány és szabadalom látott napvilágot, melyek közül több is kényelmesebbé tette az emberek életét.